# 10131 Stanga
A 10131 Stanga (ideiglenes jelöléssel 1993 FP73) a Naprendszer kisbolygóövében található aszteroida. Az UESAC program keretében fedezték fel 1993. március 21-én.